# Chambornay-lès-Pin
Chambornay-lès-Pin est une commune française située dans le département de la Haute-Saône, la région culturelle et historique de Franche-Comté et la région administrative Bourgogne-Franche-Comté.

## Géographie

### Localisation
La commune fait partie de l'Aire d'attraction de Besançon, ainsi que de la zone d'emploi et du bassin de vie de cette ville.

### Communes limitrophes
Les communes limitrophes sont  Cussey-sur-l'Ognon, Gézier-et-Fontenelay, Sauvagney, Vregille et Étuz.

### Géologie et relief
La superficie de la commune est de 4,85 km2 ; son altitude varie de 202  à   276 mètres.

### Hydrographie

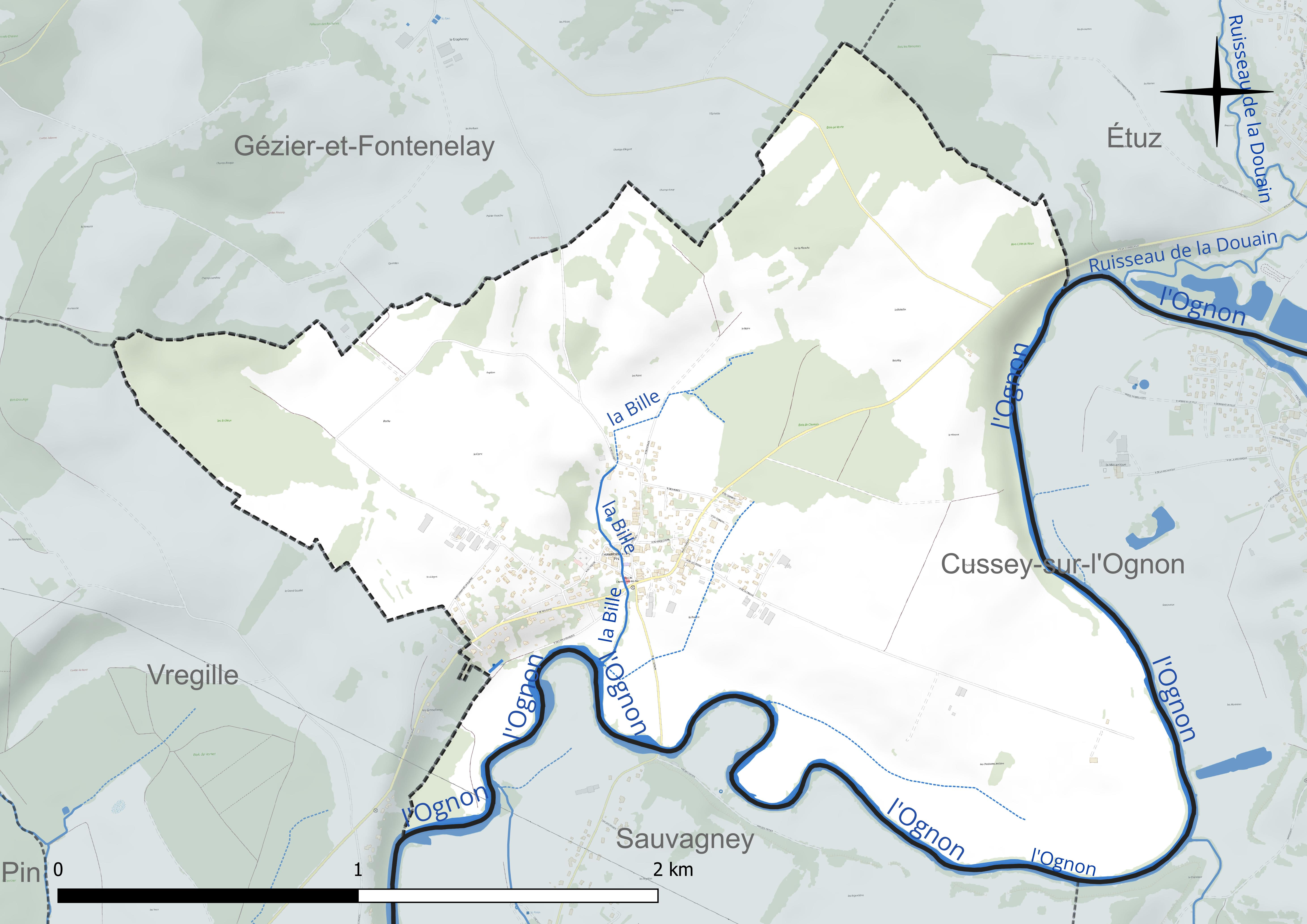
Carte hydrographique de la commune

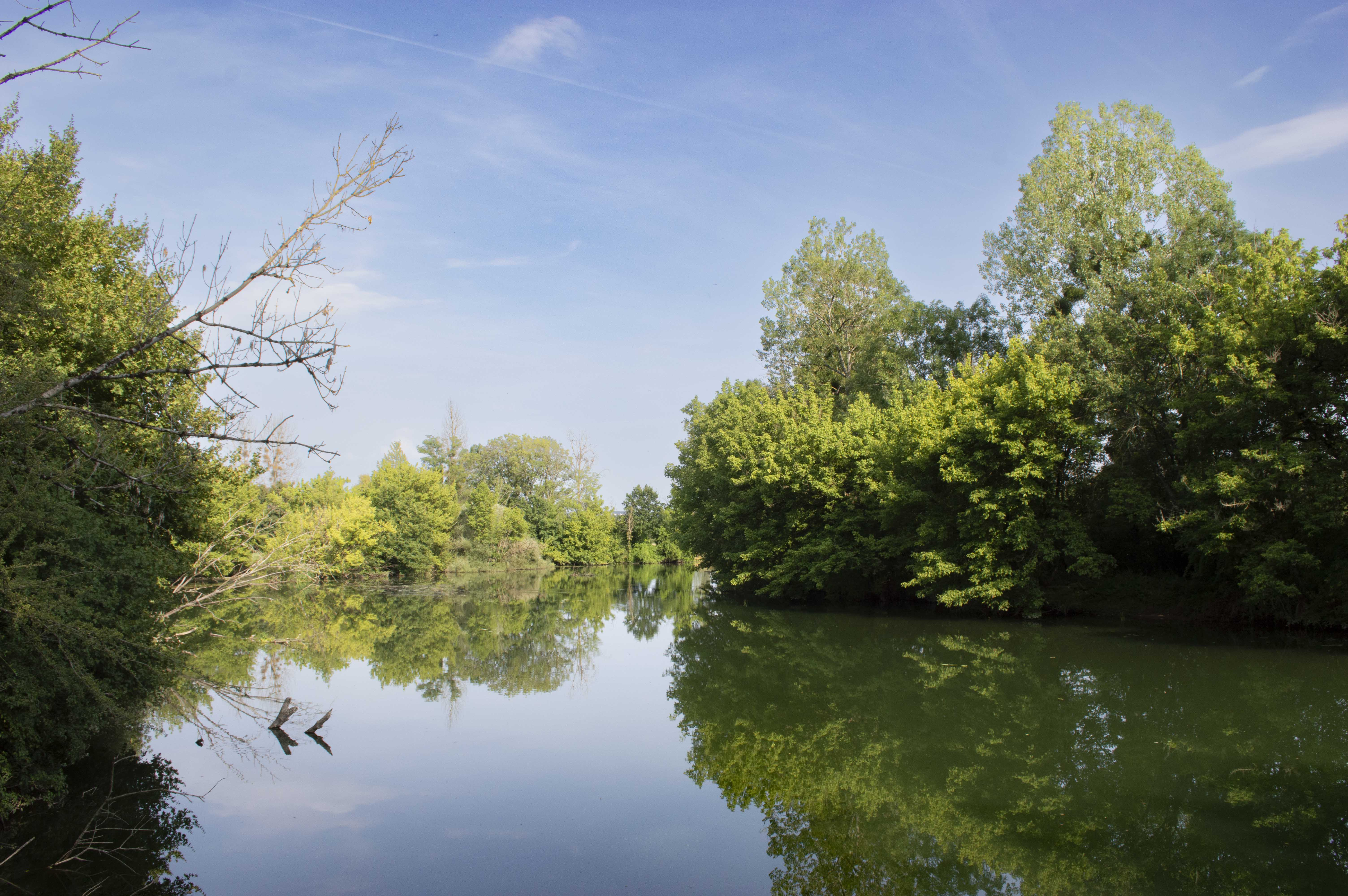
L'Ognon.

La commune est drainée par les eaux de l'gnon. Une frayère à brochets y est aménagée en 2016.

### Climat
Pour des articles plus généraux, voir Climat de la Bourgogne-Franche-Comté et Climat de la Haute-Saône.
En 2010, le climat de la commune est de type climat des marges montargnardes, selon une étude du Centre national de la recherche scientifique s'appuyant sur une série de données couvrant la période 1971-2000. En 2020, Météo-France publie une typologie des climats de la France métropolitaine dans laquelle la commune est exposée à un climat semi-continental et est dans une zone de transition entre les régions climatiques « Lorraine, plateau de Langres, Morvan » et « Jura ».
Pour la période 1971-2000, la température annuelle moyenne est de 10,6 °C, avec une amplitude thermique annuelle de 17,6 °C. Le cumul annuel moyen de précipitations est de 1 020 mm, avec 12,2 jours de précipitations en janvier et 9,5 jours en juillet. Pour la période 1991-2020, la température moyenne annuelle observée sur la station météorologique de Météo-France la plus proche, « Bucey-lès-Gy », sur la commune de Bucey-lès-Gy à 11 km à vol d'oiseau, est de 11,6 °C et le cumul annuel moyen de précipitations est de 1 032,6 mm. 
La température maximale relevée sur cette station est de 41,5 °C, atteinte le 8 août 2003 ; la température minimale est de −23 °C, atteinte le 2 janvier 1971,,.
Les paramètres climatiques de la commune ont été estimés pour le milieu du siècle (2041-2070) selon différents scénarios d'émission de gaz à effet de serre à partir des nouvelles projections climatiques de référence DRIAS-2020. Ils sont consultables sur un site dédié publié par Météo-France en novembre 2022.

## Urbanisme

### Typologie
Au 1er janvier 2024, Chambornay-lès-Pin est catégorisée commune rurale à habitat dispersé, selon la nouvelle grille communale de densité à sept niveaux définie par l'Insee en 2022.
Elle est située hors unité urbaine. Par ailleurs la commune fait partie de l'aire d'attraction de Besançon, dont elle est une commune de la couronne,. Cette aire, qui regroupe 310 communes, est catégorisée dans les aires de 200 000 à moins de 700 000 habitants,.

### Occupation des sols

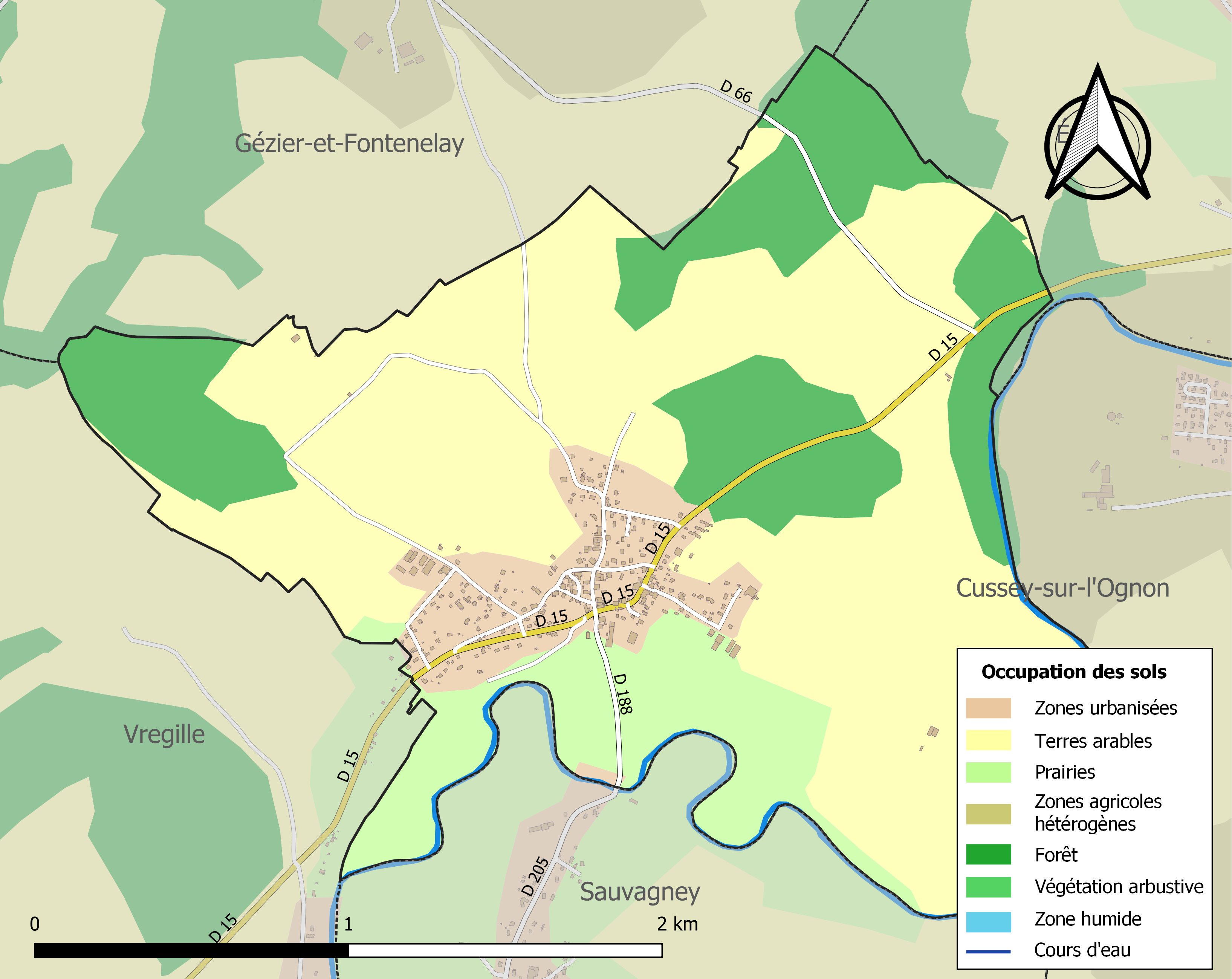
Carte des infrastructures et de l'occupation des sols de la commune en 2018 (CLC).

L'occupation des sols de la commune, telle qu'elle ressort de la base de données européenne d’occupation biophysique des sols Corine Land Cover (CLC), est marquée par l'importance des territoires agricoles (70,6 % en 2018), en diminution par rapport à 1990 (71,4 %). La répartition détaillée en 2018 est la suivante : 
terres arables (58,9 %), forêts (20,3 %), prairies (11,4 %), zones urbanisées (9 %), zones agricoles hétérogènes (0,4 %). L'évolution de l’occupation des sols de la commune et de ses infrastructures peut être observée sur les différentes représentations cartographiques du territoire : la carte de Cassini (XVIIIe siècle), la carte d'état-major (1820-1866) et les cartes ou photos aériennes de l'IGN pour la période actuelle (1950 à aujourd'hui).

### Habitat et logement
En 2020, le nombre total de logements dans la commune était de 189, alors qu'il était de 170 en 2015 et de 162 en 2010.
Parmi ces logements, 88,3 % étaient des résidences principales, 4,3 % des résidences secondaires et 7,5 % des logements vacants. Ces logements étaient pour 93 % d'entre eux des maisons individuelles et pour 7 % des appartements.
Le tableau ci-dessous présente la typologie des logements à Chambornay-lès-Pin en 2020 en comparaison avec celle de la Haute-Saône et de la France entière. Une caractéristique marquante du parc de logements est ainsi la faible proportion des résidences secondaires et logements occasionnels (4,3 %) par rapport au département (6,2 %) et à la France entière (9,7 %).
| Typologie                                               | Chambornay-lès-Pin | Haute-Saône | France entière |
| ------------------------------------------------------- | ------------------ | ----------- | -------------- |
| Résidences principales (en %)                           | 88,3               | 83          | 82,1           |
| Résidences secondaires et logements occasionnels (en %) | 4,3                | 6,2         | 9,7            |
| Logements vacants (en %)                                | 7,5                | 10,7        | 8,2            |

## Politique et administration

Carte départementale représentant en rouge les communes de la communauté de communes du Val marnaysien de Haute-Saône et en marron celles du Doubs.

### Rattachements administratifs et électoraux

#### Rattachements administratifs
La commune se trouve depuis 1926 dans l'arrondissement de Vesoul du département la Haute-Saône
Elle faisait partie depuis 1826 du canton de Marnay. Dans le cadre du redécoupage cantonal de 2014 en France, cette circonscription administrative territoriale a disparu, et le canton n'est plus qu'une circonscription électorale.

#### Rattachements électoraux
Pour les élections départementales, la commune fait partie depuis 2014 d'un nouveau canton de Marnay  porté de 18 à 50 communes.
Pour l'élection des députés, elle fait partie de la première circonscription de la Haute-Saône.

### Intercommunalité
Chambornay-lès-Pin était membre de la communauté de communes de la vallée de l'Ognon, un établissement public de coopération intercommunale (EPCI) à fiscalité propre créé fin 2002 et auquel la commune avait transféré un certain nombre de ses compétences, dans les conditions déterminées par le code général des collectivités territoriales.
Conformément aux prescriptions de la loi de réforme des collectivités territoriales du 16 décembre 2010, qui a prévu le renforcement et la simplification des intercommunalités et la constitution de structures intercommunales de grande taille, cette intercommunalité a fusionné avec sa voisine pour former, le 1er janvier 2017, la communauté de communes du val marnaysien, dont est désormais membre la commune .

### Liste des maires
| Période                                  | Période                        | Identité       | Étiquette | Qualité                         |
| ---------------------------------------- | ------------------------------ | -------------- | --------- | ------------------------------- |
| Les données manquantes sont à compléter. |                                |                |           |                                 |
|                                          |                                |                |           |                                 |
| avant 1977                               |                                | M. Petiteau    |           |                                 |
|                                          |                                |                |           |                                 |
| mars 1989                                | mai 2020                       | Roland Hoerner |           |                                 |
| mai 2020                                 | janvier 2024                   | Gilles Perret  |           | Cadre bancaire Mort en fonction |
| avril 2024                               | En cours (au 30 novembre 2023) | Gaëlle Boisson |           |                                 |

## Équipements et services publics

### Eau et déchets
La commune s'est dotée en 2015 d'une nouvelle station d'épuration des eaux usées.

## Démographie
L'évolution du nombre d'habitants est connue à travers les recensements de la population effectués dans la commune depuis 1793. Pour les communes de moins de 10 000 habitants, une enquête de recensement portant sur toute la population est réalisée tous les cinq ans, les populations de référence des années intermédiaires étant quant à elles estimées par interpolation ou extrapolation. Pour la commune, le premier recensement exhaustif entrant dans le cadre du nouveau dispositif a été réalisé en 2007.

En 2022, la commune comptait 380 habitants, en évolution de +7,34 % par rapport à 2016 (Haute-Saône : −1,4 %, France hors Mayotte : +2,11 %).
| 1793 | 1800 | 1806 | 1821 | 1831 | 1836 | 1841 | 1846 | 1851 |
| ---- | ---- | ---- | ---- | ---- | ---- | ---- | ---- | ---- |
| 320  | 245  | 294  | 294  | 302  | 261  | 263  | 269  | 271  |

| 1856 | 1861 | 1866 | 1872 | 1876 | 1881 | 1886 | 1891 | 1896 |
| ---- | ---- | ---- | ---- | ---- | ---- | ---- | ---- | ---- |
| 220  | 225  | 220  | 178  | 197  | 190  | 172  | 177  | 152  |

| 1901 | 1906 | 1911 | 1921 | 1926 | 1931 | 1936 | 1946 | 1954 |
| ---- | ---- | ---- | ---- | ---- | ---- | ---- | ---- | ---- |
| 134  | 135  | 119  | 118  | 141  | 132  | 118  | 101  | 109  |

| 1962 | 1968 | 1975 | 1982 | 1990 | 1999 | 2006 | 2007 | 2012 |
| ---- | ---- | ---- | ---- | ---- | ---- | ---- | ---- | ---- |
| 97   | 96   | 127  | 254  | 314  | 335  | 356  | 359  | 337  |

| 2017 | 2022 | - | - | - | - | - | - | - |
| ---- | ---- | - | - | - | - | - | - | - |
| 361  | 380  | - | - | - | - | - | - | - |

## Culture locale et patrimoine

### Lieux et monuments

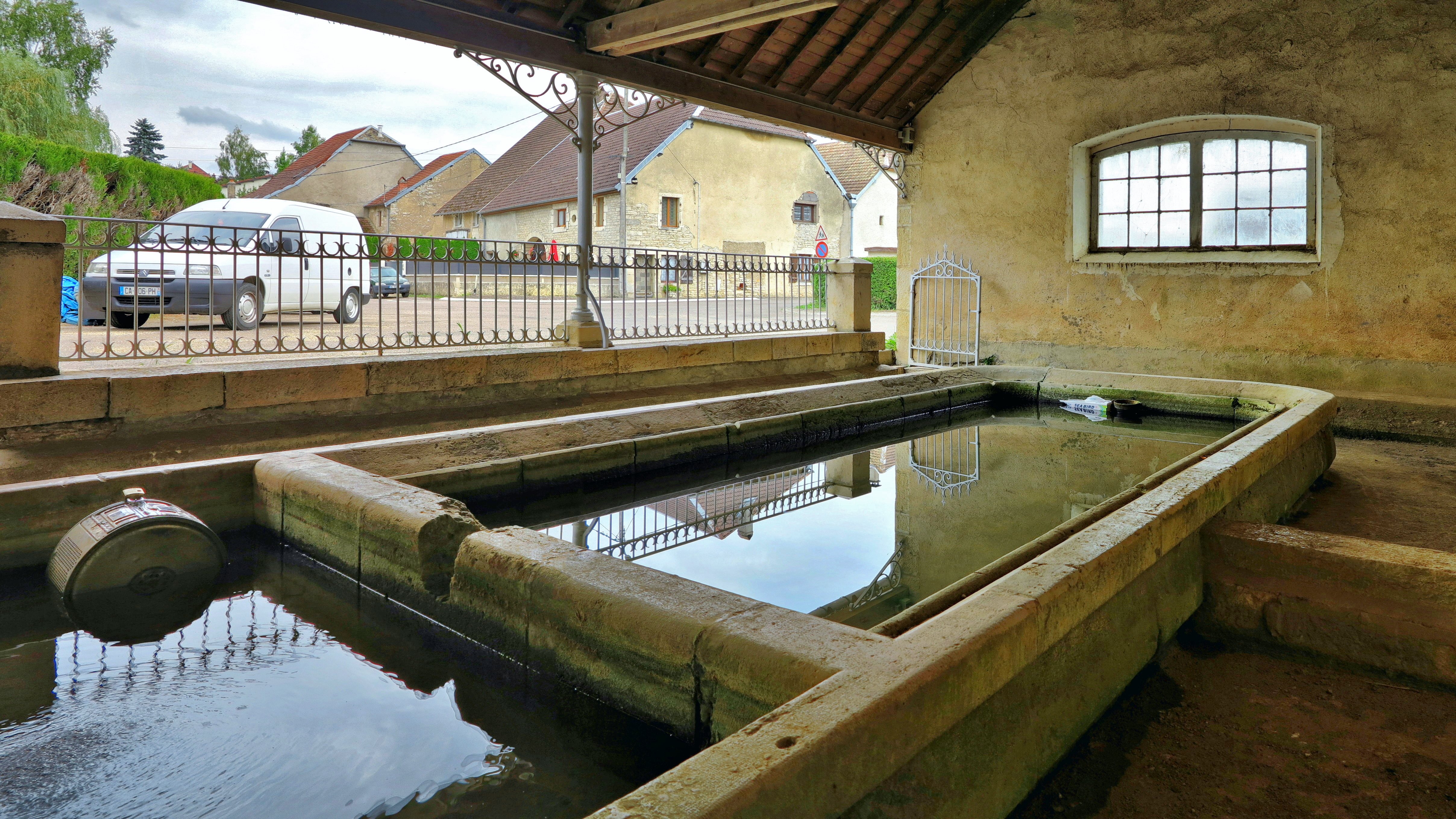
Le lavoir.

- L'église de la Nativité-de-Notre-Dame construite entre 1776 et 1782 d'après les plans de l'architecte Louis Beuque recensée dans la base Mérimée[22].
- Le lavoir construit en 1888 recensé dans la base Mérimée[23].
- Le monument aux morts.

### Personnalités liées à la commune
Lieu de naissance de Claude Jouvelot[Qui ?] (vers 1678).

## Pour approfondir